# Кабинет

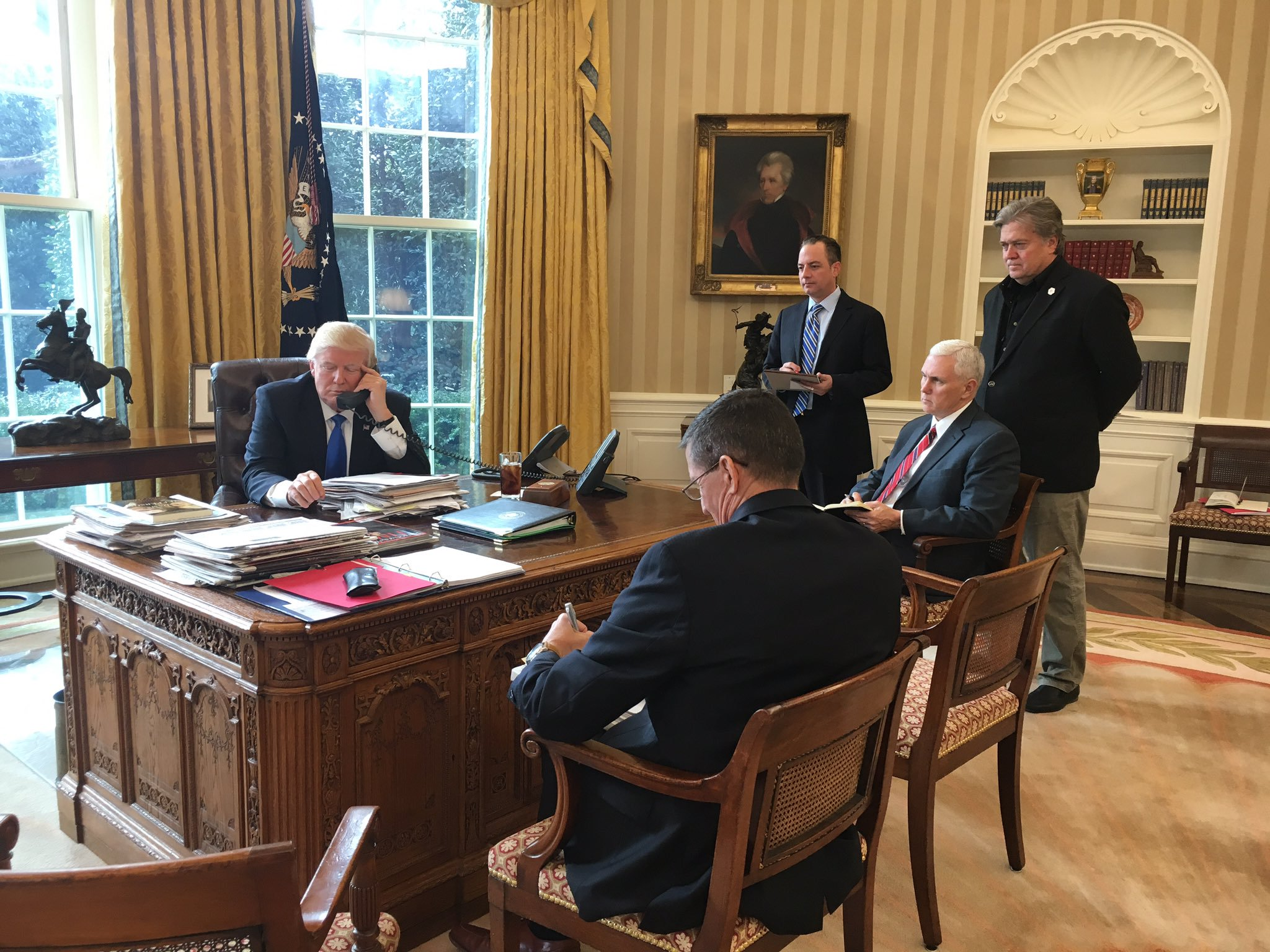
Президент Дональд Трамп находясь в Овальном кабинете Белого дома ведёт телефонный разговор

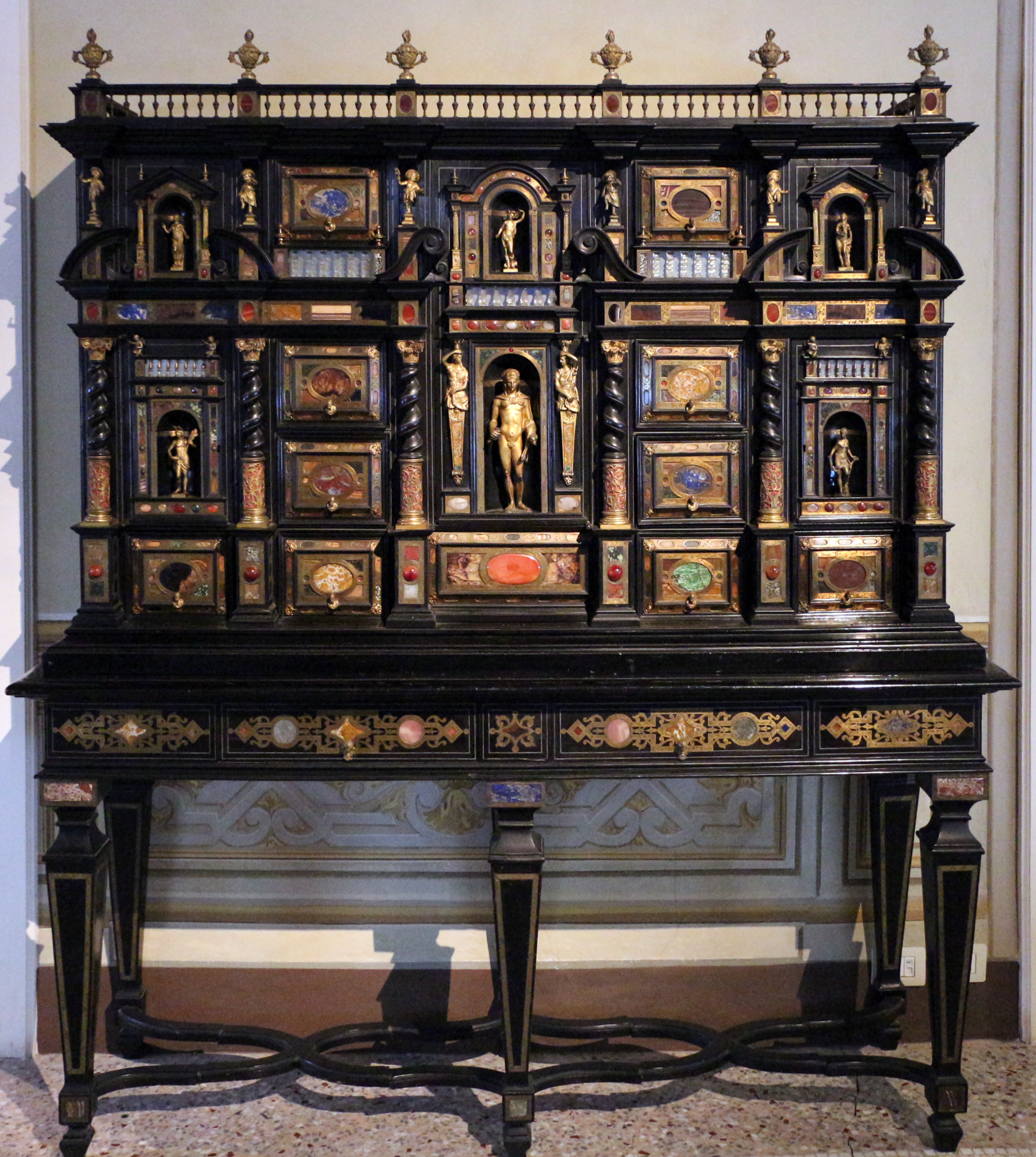
Кабинет. 1750-1800. Флоренция. Чёрное дерево, цветные камни, бронза. Палаццо Блю, Пиза

Кабине́т — рабочая комната в квартире, доме или другом помещении, предназначенная для письменных занятий, интеллектуальной работы, деловых приёмов; помещение, оборудованное для проведения специальных занятий, профессиональной работы (кабинет руководителя (например, Овальный кабинет), школьный кабинет, лингафонный кабинет, лечебный кабинет и так далее); помещение для хранения коллекций, зал или галерея, как правило, небольшие по размеру, в которых выставлена часть какой-либо коллекции (например, малые кабинеты Лувра).
В ином значении — тип мебели, «небольшой шкаф с выдвижными ящиками и дверцами, установленный на высоком подстолье» для рабочих занятий. Такая мебель под этим названием появилась в XVI веке в Испании, затем распространилась во Франции и Англии, где мастеров-мебельщиков стали называть «cabinet-maker».

## Этимология
Термин происходит от слова фр. саbinet, уменьшительное от cabine «кабина, каюта». В английском языке слово саbinet используется с 1605 года, в русском языке оно фиксируется с 1705 года.

## Рабочая комната
Кабинет как уединённая комната городского дома или дворца появился в странах Западной Европы Нового времени. В Версальском дворце было три помещения, которые назывались «кабинетами»: Кабинет Медалей (Cabinet des médailles), Кабинет Ракушек (Cabinet des coquilles) и Кабинет Картин (Cabinet aux Tableaux). Он служил как помещение для работы с бумагами или отдыха хозяина дома, мог также использоваться как контора (офис) или гостиная.

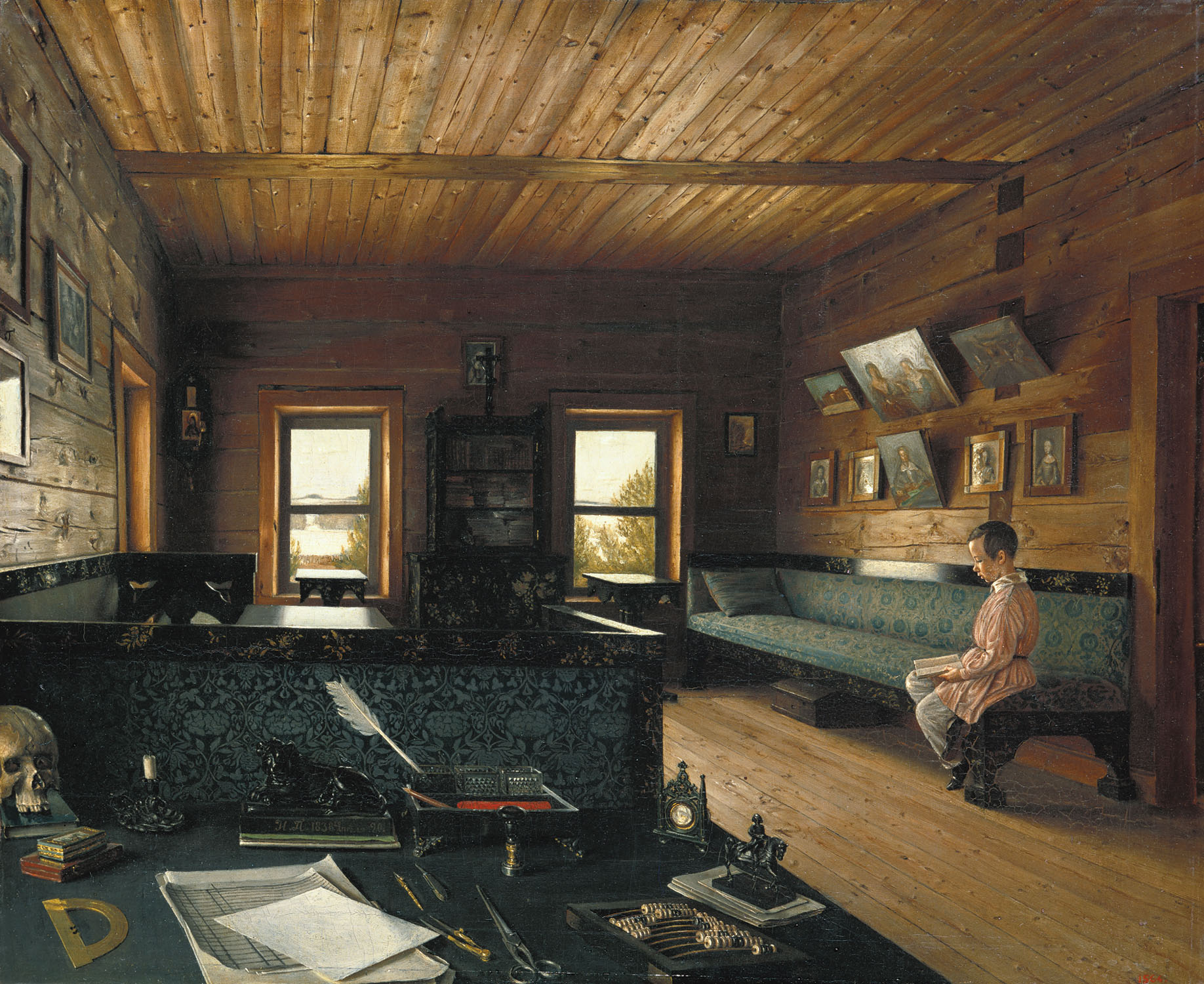
Г. В. Сорока. Кабинет дома в «Островках». 1844. Холст, масло. Государственный Русский музей, Санкт-Петербург

Кабинет обставлялся книжными шкафами, произведениями искусства и обычно был расположен рядом со спальней. Обогреть зимой зал, большую комнату во дворце или особняке было нелегко, и небольшие комнаты были более комфортными. Кабинет также давал возможность уединиться от домочадцев, посетителей и слуг. Типичным было использование кабинета одним членом семьи. Таким образом, в доме могло быть два кабинета (для хозяина и хозяйки) и даже больше.
В наше время кабинет сохранил значения комнаты в богатом доме, комнаты для личного отдыха. Определение одной из комнат дома как кабинета может рассматриваться как вопрос престижа, а оформление кабинета может традиционно включать безделушки, коллекции и диван для отдыха. Тем не менее, основная функция кабинета — это рабочая комната для интеллектуальных занятий. Для этого домашний кабинет должен быть оборудован письменным столом с источником света и стулом. Часто в меблировку кабинета входят секретер или бюро и книжные шкафы для личной библиотеки.

## Кабинет руководителя
Как правило, кабинетом руководителя именуется помещение, созданное специально для принятия ответственных решений. Кабинеты продумываются до мелочей, ведь место руководителя должно быть максимально удобным, а также способствовать укреплению образа компании среди коллег и конкурентов.

## Кабинет психологической разгрузки
Так называется усовершенствованный вариант комнаты отдыха, в которой созданы оптимальные условия для быстрого и эффективного снятия эмоционального перенапряжения, восстановления работоспособности, проведения психотерапевтических и психогигиенических мероприятий.